# Burg Rýzmburk (Ostböhmen)

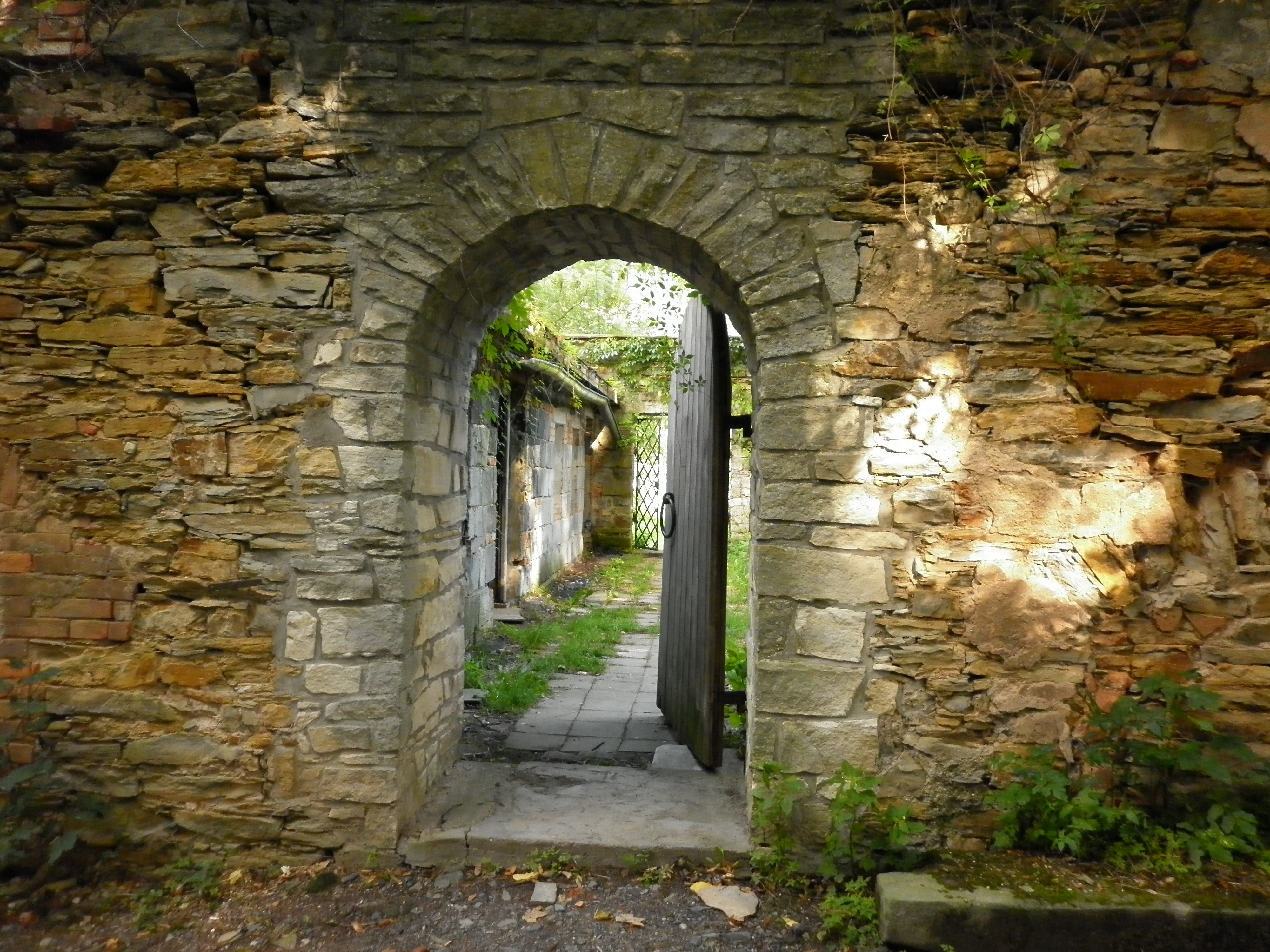
Burgruine Rýzmburk

Die Burg Rýzmburk (deutsch: Riesenburg) in Ostböhmen gehörte zum Burgensystem der böhmischen Landesverteidigung. Ihre Reste liegen im gleichnamigen Ortsteil der Gemeinde Žernov, Okres Náchod, Tschechien.

## Lage
Die Ruine der Rýzmburk befindet sich am linken Ufer der Aupa, im Bereich des Babiččino údolí (Großmuttertal). Nachbarorte sind: im Osten Žernov, im Nordosten Červená Hora, Boušín und Slatina nad Úpou, im Westen Litoboř, Světlá und Hostinka, im Süden Vestec und Ratibořice.

## Geschichte

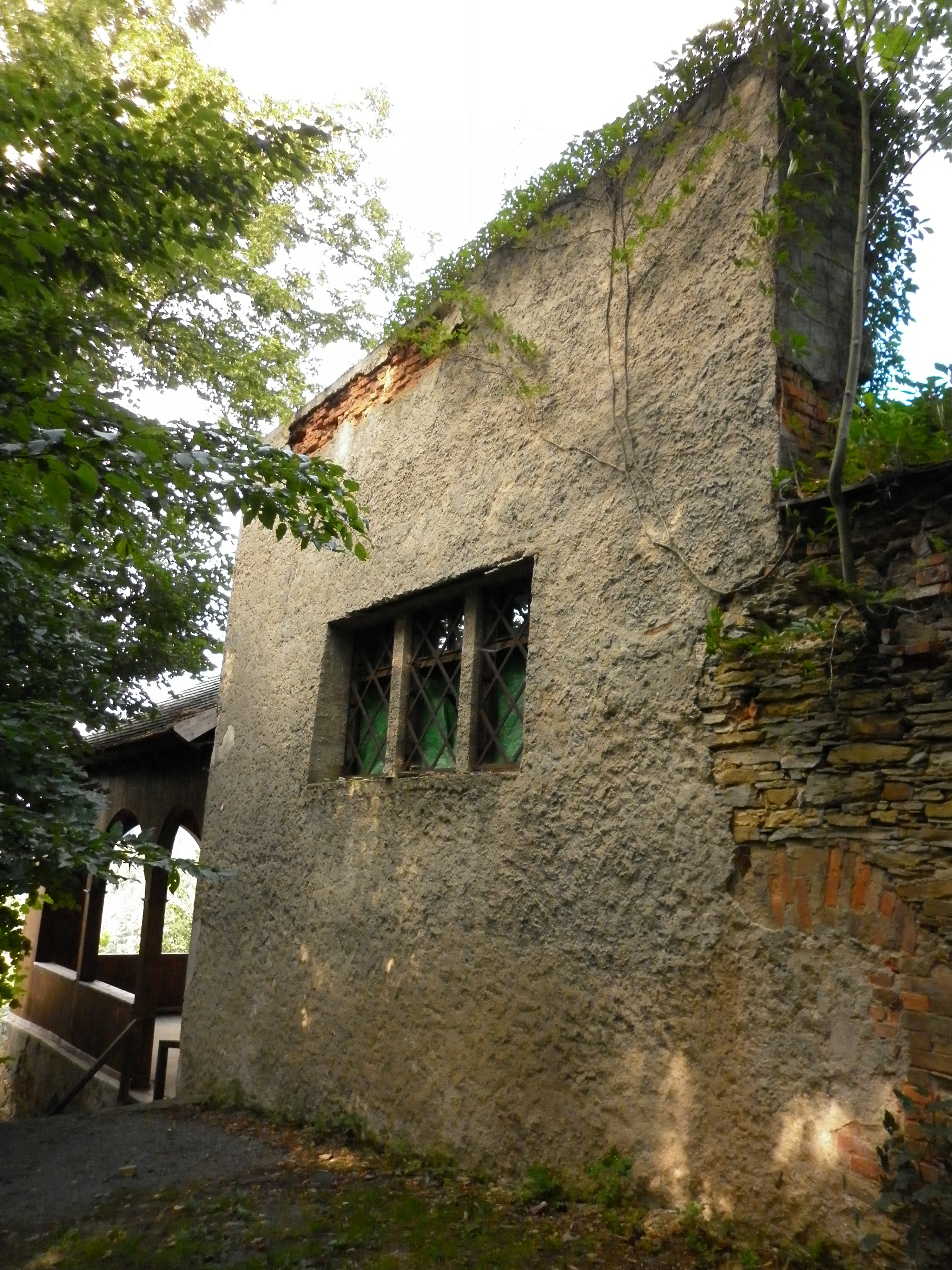
Rýzmburk

Die Rýzmburk wurde 1319 erstmals erwähnt. Zusammen mit der Výzmburk und der Rothenburg gehörte sie zum Burgensystem der damaligen böhmischen Landesverteidigung. Es wird vermutet, dass alle drei Burgen von Peter von Skalitz (Petr ze Skalice) und dessen Söhnen Tas und Sezema mit Unterstützung des böhmischen Königs Ottokar II. Přemysl errichtet wurden. Später gelangte sie an die Lickové z Rýzmburka. Anfang des 15. Jahrhunderts war sie im Besitz des Beneš von Rýzmburk und Krčín. Bis in das 16. Jahrhundert diente die Burg, die 1595 als verlassen bezeichnet wird, als Sitz der gleichnamigen Herrschaft.
1534 erwarb Johann von Pernstein (1487–1548), der im selben Jahr von seinem Bruder Vojtěch von Pernstein (1490–1534) die Herrschaft Nachod geerbt hatte, die Herrschaften Rýzmburk sowie Adersbach und Skály und verband sie mit seiner Herrschaft Nachod. 1543 verkaufte er die Herrschaften Rýzmburk und Skalý und ein Jahr später die gesamte Herrschaft Nachod den Smiřický von Smiřice. 1595 war Rýzmburk im Besitz des Friedrich von Újezd und Kaunitz (Bedřich z Újezdce a z Kounic a na Kamenici). In diesem Jahr verkaufte er die verschuldete Herrschaft Rýzmburk dem Wilhelm von Talmberg (Vilém z Talmberka), von dem sie etwa ein Jahr später sein Bruder Jan von Talmberg erbte. Er verkaufte Burg und Herrschaft Rýzmburk mit den Ortschaften Červená Hora und Žernov sowie den Dörfern Mstětín, Olešnice, Skalka, Stolín, Víska und Všeliby am 12. April 1601 dem Sigmund/Zikmund Smiřický von Smiřice als Vormund seines 10-jährigen Mündels Albrecht Václav Smiřický von Smiřice. Wegen ihrer Beteiligung am böhmischen Ständeaufstand von 1618 wurden die Besitzungen der Smiřický von Smiřice nach der Schlacht am Weißen Berge 1621 konfisziert.
1623 verkaufte die Böhmische Kammer Rýzmburk zusammen mit Nachod der Maria Magdalena Trčka von Leipa. 1628 oder ein Jahr später verkaufte sie Nachod ihrem Sohn Adam Erdmann Graf Trčka. Nach dessen Tod 1634 in Eger wurde die Herrschaft Nachod neuerlich konfisziert.
Bis zur Aufhebung der Gutsuntertänigkeit verblieb die Herrschaft Rýzmburk im Besitz der jeweiligen Eigentümer der Herrschaft Nachod.
Ruinenreste der Rýzmburk, deren Baumaterial teilweise beim Umbau des Ratibořicer Schlosses verwendet worden sein soll, sind für eine Besichtigung frei zugänglich.